# Hulusale Malavalli, Hosanagara
Hulusale Malavalli là một làng thuộc tehsil Hosanagara, huyện Shimoga, bang Karnataka, Ấn Độ.